# Ергаки
Ерга̀ки (на руски: Ергаки) е планински хребет в Южен Сибир, в най-южната част на Красноярски край, част от планинската система на Западните Саяни. Разположен е северно от горното течение на река Ус (десен приток на Енисей) и се простира на 60 km източно от шосето Красноярск – Кизил в посока зюпад-югозапад – изток-североизток. Максимална височина връх Звьоздни 2221 m (52°49′30″ с. ш. 93°24′02″ и. д. / 52.825° с. ш. 93.400556° и. д.), в [ekj,d.kdjd част. Изграден е основно от метаморфни скали и гранити. Билото на хребета е с високи и остри върхове, силно набраздено от дълбоки долове и кари. От него водят началото си няколко малки десни притока на Ус, река Кебеж (десен приток на Енисей) и няколко леви притока на река Амил (ляв приток на Туба). Голяма част от склоновете му са покрити с иглолистна тайга, а върховете са обезлесени.
Хребета Ергаки е открит, първично изследван и топографски заснет през 1858 г. от немския астроном и геодезист на руска служба Лудвиг Шварц.

## Топографски карти
- Топографска карта N-46-Г; М 1:500 000[2]